# Кошарава (річка)
Кошарава [пол. Koszarawa (rzeka)] — річка в Польщі, у Живецькому повіті Сілезького воєводства. Права притока Соли, (басейн Балтійського моря).

## Опис
Довжина річки 33,7 км, найкоротша відстань між витоком і гирлом — 18,42 км, коефіцієнт звивистості річки — 1,83; площа басейну водозбору 64,30 км². Формується притоками, багатьма безіменними струмками загатами та частково каналізована.

## Розташування
Бере початок на південно-західних схилах гори Яловець. Спочатку тече переважно на північний захід, потім на південний захід через місто Кошавари і у Пшиборові повертає знову на північний захід. Далі тече через Юлешню, Мутне, Павель Малий, Свінну і у місті Живець впадає у річку Солу, праву притоку Вісли.

## Притоки
- Бистра (ліва), Кшижувка, Сопотня (ліва); Певлиця (права).

## Цікаві факти
- У деяких місцях річку перетинають автошляхи та залізниці.
- У ґміні Свінна на лівому березі річки розташований природний заказник Ґавронець.

## Галерея

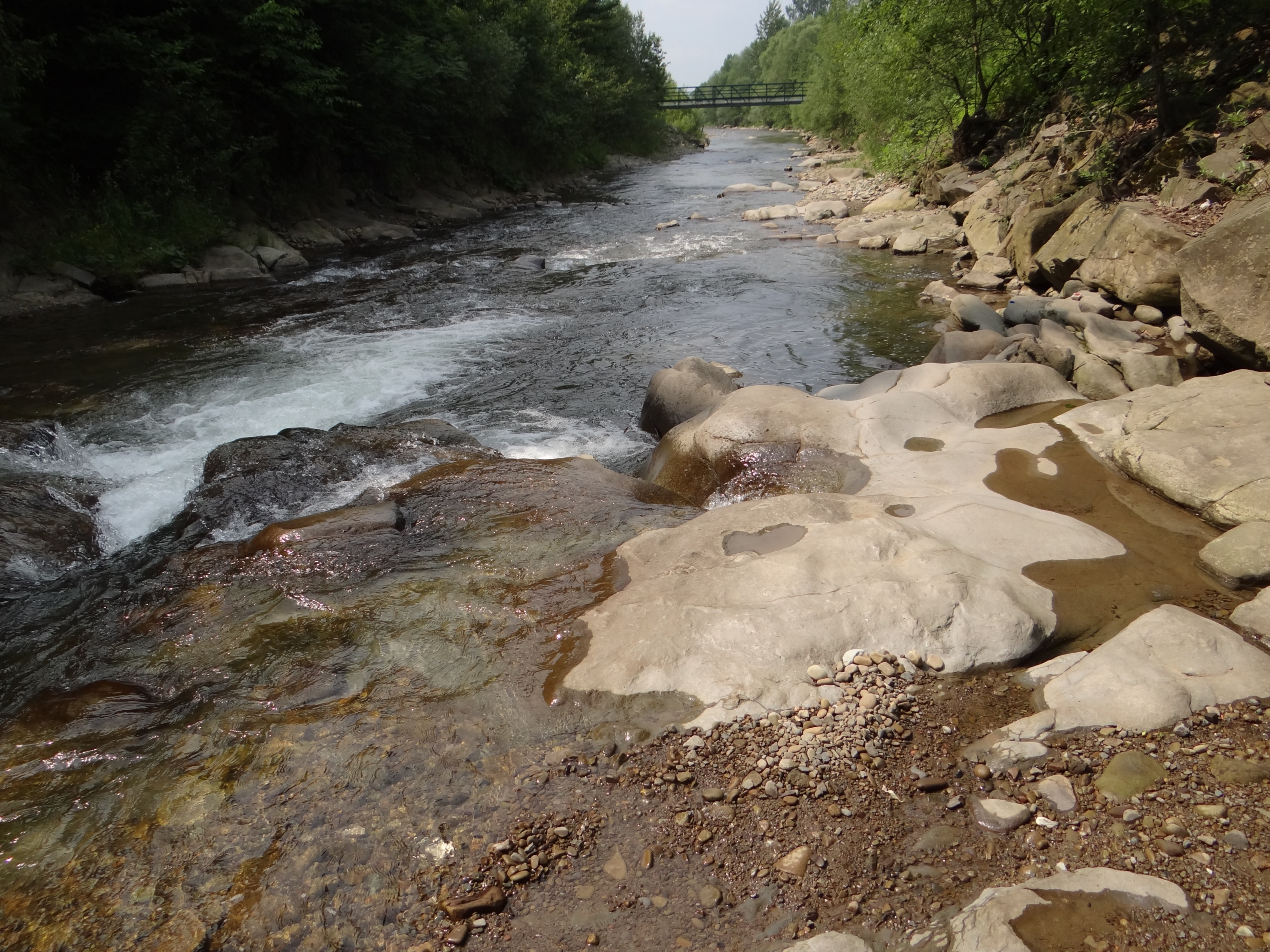
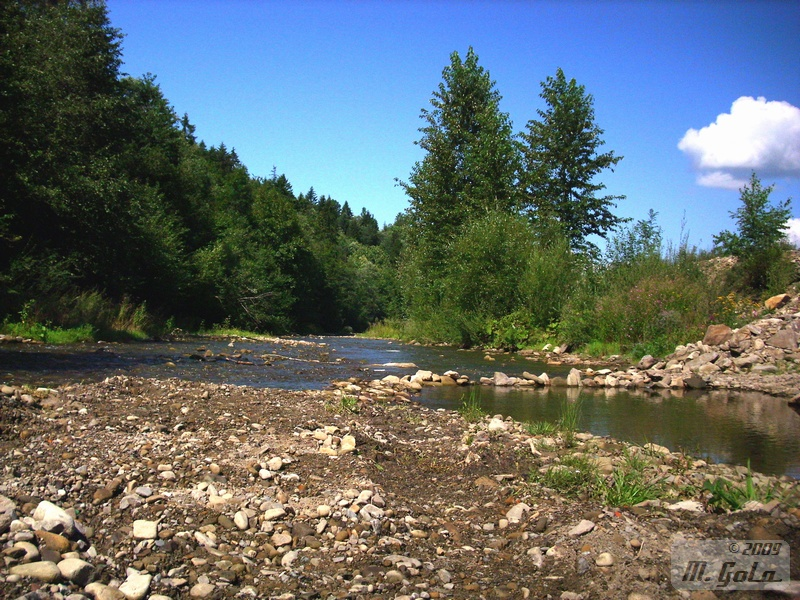
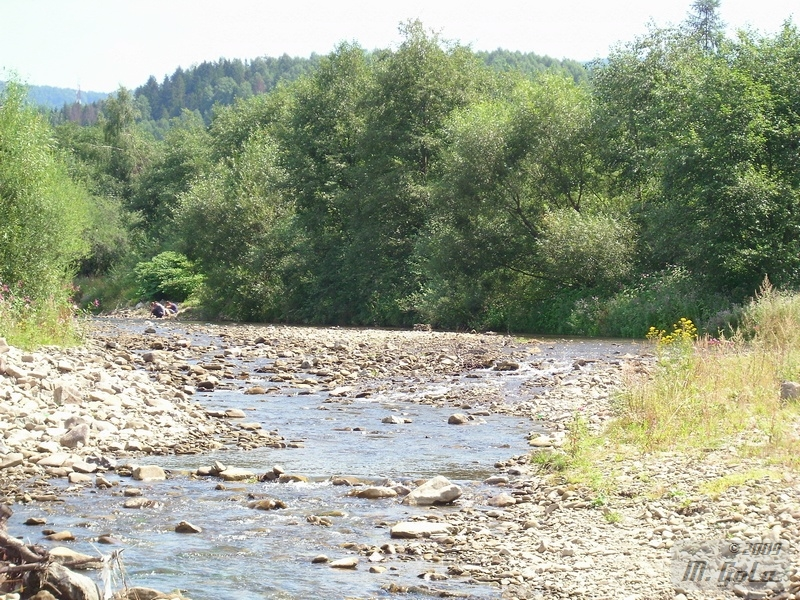